# ميلتشور ماوري
ميلتشور ماوري (بالإسبانية: Melcior Mauri)‏ مواليد 08 أبريل 1966 في فيتش، هو دراج إسباني سابق في صنف سباق الدراجات على الطريق. سبق أن شارك في دورة الألعاب الأولمبية الصيفية.

## سباقات أو مراحل فاز بها
- طواف إسبانيا

## روابط خارجية
- ميلتشور ماوري على موقع أرشيف الدراجات (الإنجليزية)
- ميلتشور ماوري على موقع إحصائيات الدراجات الإحترافية (الإنجليزية)
- ميلتشور ماوري على موقع CycleBase (الإنجليزية)
- ميلتشور ماوري على موقع أوليمبيديا (الإنجليزية)